# Kim Young-kwang
Kim Young-kwang (kor. 김영광) (ur. 28 czerwca 1983 w Goheung) – koreański piłkarz występujący na pozycji bramkarza, zawodnik Seongnam FC. Były reprezentant reprezentacji Korei Południowej.

## Życiorys

### Kariera klubowa
Profesjonalną karierę piłkarską rozpoczął w koreańskim klubie Jeonnam Dragons (2002–2006). Następnie występował w klubach: Ulsan Hyundai FC z K League 1 (2007–2014), Gyeongnam FC (2014) i Seoul E-Land FC z K League 2 (2015–2019).
19 marca 2020 podpisał kontrakt z koreańskim klubem Seongnam FC, bez odstępnego.

### Kariera reprezentacyjna
Był reprezentantem Korei Południowej w kategoriach wiekowych: U-17, U-19 i U-20.
W seniorskiej reprezentacji Korei Południowej zadebiutował 14 lutego 2004 na stadionie Ulsan Munsu (Ulsan, Korea Południowa) w wygranym 5:0 meczu towarzyskim przeciwko reprezentacji Omanu.

## Sukcesy

### Klubowe
Ulsan Hyundai FC
- Zdobywca drugiego miejsca w Pucharze Azji Wschodniej: 2010
- Zwycięzca w Pucharze Korei Południowej: 2011
- Zwycięzca w Azjatyckiej Lidze Mistrzów: 2012
- Zdobywca drugiego miejsca w K League 1: 2013